# Ян Вергеєн
Ян Вергеєн (нід. Jan Verheyen, нар. 9 липня 1944, Гогстратен) — бельгійський футболіст, що грав на позиції півзахисника.
Виступав, зокрема, за «Андерлехт», з яким став дворазовим чемпіоном Бельгії та триразовим володарем Кубка Бельгії, а також національну збірну Бельгії, з якою був учасником чемпіонату світу 1970 року і бронзовим призером чемпіонату Європи 1972 року.

## Клубна кар'єра
Вергеєн дебютував у 1961 році у віці 17 років як півзахисник у першій команді «Беєрсхот». Він швидко став основним гравцем і продовжував там грати до 1971 року. З «Беєрсхотом» він дійшов до фіналу Кубка Бельгії в 1968 році, але програв там «Брюгге» в серії пенальті. Саме Вергеєн став одним з тих, хто не забив свій удар. У 1971 році Вергеєн таки виграв фінал Кубка, відігравши як капітан увесь фінальний матч проти «Сент-Трюйдена» (2:1).
У 1971 році Вергеєн перейшов у «Андерлехт». Разом із командою Ян став національним чемпіоном у 1972 та 1974 роках, а також виграв Кубок Бельгії у 1972, 1973 та 1975 роках, ставши єдиним гравцем, який вигравав Кубок Бельгії тричі поспіль (1971, 1972 та 1973). Всього зіграв 380 матчів у вищому дивізіоні за «Беєрсхот» та «Андерлехт» і забив 51 м'яч.
Протягом 1975—1978 років захищав кольори клубу «Уніон Сент-Жілуаз», з яким за підсумками першого сезону вийшов з третього до другого дивізіону країни, де і провів наступні два роки, а завершив ігрову кар'єру у команді «Гогстратен» з четвертого бельгійського дивізіону, за яку виступав протягом 1980—1986 років.

## Виступи за збірну
24 березня 1965 року дебютував в офіційних матчах у складі національної збірної Бельгії в товариській грі проти Ірландії (2:0).
У складі збірної був учасником чемпіонату світу 1970 року у Мексиці, але на поле не виходив. За два роки Ян поїхав і на дебютний для бельгійців домашній чемпіонат Європи 1972 року у Бельгії, на якому зіграв в обох матчах своєї збірної, а команда здобула бронзові нагороди.
У вирішальному матчі відбору на чемпіонат світу 1974 року проти Нідерландів (0:0) Вергеєн він забив гол, який виводив бельгійців у фінальну стадію, однак він був помилково відхилений, через що саме Нідерланди вийшли на «мундіаль».
У квітні 1976 року головний тренер збірної Раймон Гуталс викликав Вергеєна на матчі відбору на Євро-1978 проти Нідерландів, незважаючи на те, що Ян у цей час виступав у третьому дивізіоні за «Уніон Сент-Жілуаз». Він зіграв весь матч, але бельгійці розгромно програли з рахунком 5:0, після чого за збірну більше не виступав. Тим не менш Вергеєн разом з Ніком Гойдонксом, Анрі Бірною та Гаделіном Віллевоє є єдиними бельгійськими футболістами, які виступаючи у третьому дивізіоні зіграли бодай матч за «Червоних дияволів». Загалом протягом кар'єри у національній команді, яка тривала 12 років, Вергеєн провів у її формі 33 матчі.

## Титули і досягнення
- Чемпіон Бельгії (2):

«Андерлехт»: 1971–72, 1973–74
- Володар Кубка Бельгії (4):

«Беєрсхот»: 1970–71
«Андерлехт»: 1971–72, 1972–73, 1974–75
- Володар Кубка бельгійської ліги (2):

«Андерлехт»: 1973, 1974

## Особисте життя
Його син, Герт Вергеєн, також став футболістом і виступав за «Андерлехт» та збірну Бельгії.